# Детская коляска (ассамбляж)
«Детская коляска» — ассамбляж, созданный в 1964 году художником Александром Ждановым (1938—2006). Один из первых ассамбляжей, созданных в СССР. Работа находится в собрании Государственной Третьяковской галереи.

## О работе
По воспоминанию ростовского товарища Жданова, художника Валерия Кульченко, поломанную детскую коляску, послужившую материалом для ассамбляжа, Александр подобрал на свалке у железнодорожного переезда, неподалеку от старого Ростовского мясокомбината.
Искусствовед Татьяна Вендельштейн писала о «Детской коляске» в 2005 году: «„Детская коляска“, предмет, найденный на свалке и привлекший внимание художника своей уникальностью, сплющенная детская коляска, висящая на собственной ручке, это трагедия изуродованных человеческих жизней и вместе с тем чисто поп-артистская реплика на американский поп-арт. В этом предмете появляется некий пролог одномерности, сплющенности человеческой жизни, её детерминированности в самом начале. Здесь случайная деформация, как в тексте, предполагает некую «цитату» из течения жизненных событий, археологический «взгляд» на историю человечества».

## Выставки, на которых работа экспонировалась
- 2005 — «Русский поп-арт». Государственная Третьяковская галерея, Москва.
- 1996 — «Нонконформисты. Второй русский авангард 1955–1988. Собрание Бар‑Гера». Государственная Третьяковская галерея, Москва[4][5].
- 1996 — «Нонконформисты. Второй русский авангард 1955–1988. Собрание Бар‑Гера». Русский музей, Санкт-Петербург[4][5].
- 1990 — «Другое искусство». Государственная Третьяковская галерея, Москва.[6][7]
- 1990 — «В сторону объекта». Выставочный зал «На Каширке», Москва.